# Beaucourt-sur-l’Hallue
Beaucourt-sur-l’Hallue – miejscowość i gmina we Francji, w regionie Hauts-de-France, w departamencie Somma.
Według danych na rok 2011 gminę zamieszkiwało 256 osób, a gęstość zaludnienia wynosiła 47 osób/km² (wśród 2293 gmin Pikardii Beaucourt-sur-l’Hallue plasuje się na 764. miejscu pod względem liczby ludności, natomiast pod względem powierzchni na miejscu 830.).